# Vojno stanje v Ukrajini
Pravna podlaga za uvedbo vojnega stanja v Ukrajini (ukrajinsko Воєнний стан в Україні) je ustava Ukrajine, zakon O pravnem statusu vojnega stanja (št. 389-VIII z dne 12. maja 2015) in predsedniški odlok o uvedbi vojnega stanja. Sodobno vojno stanje je bilo v samostojni Ukrajini uvedeno dvakrat.
Prejšnji zakon O pravnem statusu vojnega stanja je bil sprejet leta 2000 in ga je podpisal predsednik Leonid Kučma. Večkrat je bil spremenjen v letih 2003, 2008, 2010, 2012 in 2014. 
Leta 2015 je Petro Porošenko v parlament vložil predlog zakona št. 2541. 12. maja ga je Vrhovna rada Ukrajine sprejela, spremembo je ukrajinski predsednik podpisal 8. junija. Za izvajanje novega zakona je ukrajinska vlada odobrila standarden načrt za uvedbo in zagotavljanje ukrepov za pravni status vojnega stanja v Ukrajini ali na njenih posameznih območjih. Kot odgovor na dolgotrajno vojaško posredovanje so centralne enote izvršilne veje Ukrajine ustanovile ustrezne oddelke. Na  Ministrstvu za socialno politiko deluje Oddelek za socialno prilagoditev udeležencev ATO in upokojenih vojakov, v okviru Ministrstva za zdravje pa deluje Oddelek za koordinacijo in zagotavljanje zdravstvene oskrbe med protiterorističnimi operacijami, izrednimi razmerami in vojnimi stanji.
28. maja 2015 je predsednik v oddaji »Leto Porošenka« dejal, da bo v primeru kršitve premirja ali ofenzive na položaje ukrajinskih oboroženih sil podpisan odlok o uvedbi vojnega stanja v Ukrajini.

## Vojno stanje leta 2018
Obdobje vojnega stanja je bilo uvedeno 26. novembra 2018 po incidentu v Kerški ožini s predsedniškim odlokom v 10 oblasteh Ukrajine od 14. ure po lokalnem času za 30 dni, da bi okrepili obrambo Ukrajine zaradi naraščajočih napetosti z Rusijo. Vojno stanje se je končalo po 30 dneh.
Sprva je predsednik Porošenko podpisal odlok o vojnem stanju za celotno Ukrajino za 60 dni; vendar je bila po 5 urah razprave na nujni seji vrhovne rade podpisana manj restriktivna različica ukrepa.
Med vojnim stanjem (in od 30. novembra 2018) je Ukrajina prepovedala vstop v državo vsem ruskim moškim, starim od 16 do 60 let, z izjemami za humanitarne namene. Ukrajina je tovrstni ukrep označila za varnostno dejanje, da bi Rusiji preprečili oblikovanje enot »zasebne« vojske na ukrajinskem ozemlju. Po podatkih ukrajinske državne mejne straže je bil od 26. novembra do 26. decembra 2018 vstop v Ukrajino zavrnjen 1650 ruskim državljanom. 27. decembra 2018 je Svet za nacionalno varnost in obrambo Ukrajine sporočil, da je podaljšal »omejevalne ukrepe Službe državne mejne straže glede vstopa ruskih moških v Ukrajino.«

### Območja vojnega stanja
Prizadeta ozemlja so bila vzdolž rusko-ukrajinske državne meje, ob delu moldavsko-ukrajinske meje, ki poteka vzdolž nepriznane Pridnestrske republike (kjer so prisotne ruske mirovne enote), ter na obalah Črnega in Azovskega morja. Za ukrajinske notranje vode Azov– Kerč je vojno stanje prav tako veljalo.

### Kritike
Kljub javni podpori je bila Porošenkova odločitev kritizirana, ker se je ta zgodila med ukrajinskimi predsedniškimi volitvami leta 2019, na katere bi lahko vplivale omejitve ustave zaradi uvedbe vojnega stanja (3. točka odloka o vojnem stanju).
Po drugi strani pa so ukrep kritizirali kot prepoznega, saj se je pred incidentom v Kerški ožini od rusko-ukrajinske vojne leta 2014 zgodilo več bistveno resnejših vojaških incidentov. Kritiki čas povezujejo s Porošenkovimi predvolilnimi političnimi ambicijami, saj je njegova priljubljenost na ukrajinskih predsedniških volitvah leta 2019 padla zelo nizko. Izražena je bila tudi zaskrbljenost, da bo vojno stanje vplivalo na plačila mednarodne pomoči.

## Vojno stanje leta 2022
Predsednik Volodimir Zelenski je 24. februarja 2022 v odgovor na rusko invazijo na Ukrajino razglasil vojno stanje. V televizijskem nagovoru narodu malo pred 7. uro zjutraj je dejal, da vsi sposobni moški od 18 do 60 let ne smejo zapustiti države, saj je država začela splošno mobilizacijo vseh rezervnih sil. 
26. februarja je kijevski župan Vitalij Kličko razglasil policijsko uro med 17. in 8. ure zjutraj, da bi razkril ruske subverzivne sile. Policijsko uro so odpravili 28. februarja po dvodnevnem iskanju ruskih komandosov.
20. marca je predsednik Zelenski podpisal odlok, ki je zaradi vojnega stanja združil vse nacionalne televizijske kanale v eno platformo. Istega dne je podpisal odlok o prekinitvi dejavnosti enajstih opozicijskih političnih strank za čas trajanja vojnega stanja in se skliceval na domnevne povezave z rusko vlado; stranke so vključevale prorusko opozicijsko platformo — Za življenje, drugo največjo stranko v Vrhovni radi. 22. maja je ukrajinski parlament podaljšal vojno stanje za nadaljnjih 90 dni.